# 북해유전

북해유전 및 가스전

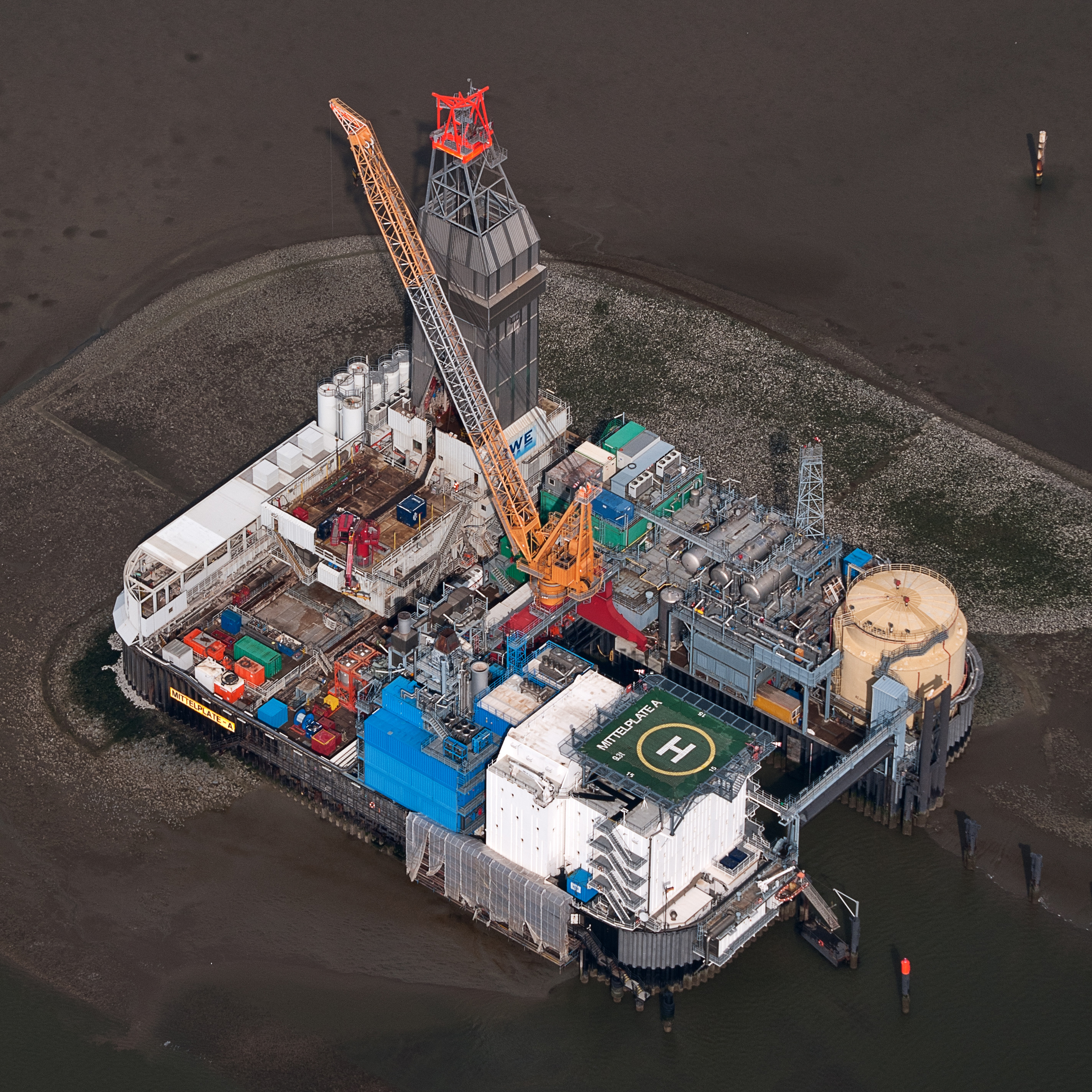
바덴해 미텔플라테의 석유 플랫폼

북해유전(North Sea oil)은 액체 석유와 천연 가스로 구성된 탄화수소의 혼합물로, 북해 아래의 석유층에서 생산된다.
석유 산업에서 "북해"라는 용어는 지리적 의미의 북해와 달리 노르웨이해와 "셰틀랜드의 서쪽", "대서양 개척지" 또는 "대서양 마진"으로 알려진 지역을 포함하는 경우가 많다.
브렌트유는 현재는 북해에서 생산되는 기름의 혼합을 의미하나, 오늘날에도 석유 가격의 표준 기준으로 사용되고 있다. 1960년대부터 2014년까지 생산이 시작된 이래로 북해에서 420억 석유환산배럴(BOE)이 추출되었으며, 여전히 240억 BOE가 남아있을 가능성이 있다. 이는 약 35년 분량의 생산에 해당하며, 북해는 앞으로 몇 년 동안 중요한 석유 저장소로 남을 것이다.
2008년 7월에는 147달러로 사상 최고치를 기록했다. 그러다가, 코로나19로 인한 경기침체로 2020년 3월 9일 브렌트유 가격은 34.36달러까지 하락했다가 2022년 3월 11일까지 127.98달러까지 올랐으며, 다시 하락하기 시작했다.

## 역사

### 1851–1963
북해 연안에서 석유를 상업적으로 추출한 것은 제임스 영이 스코틀랜드 미들랜드 계곡에서 채굴된 토르바나이트(늪지대 석탄 또는 오일 셰일)에서 석유를 발견한 1851년으로 거슬러 올라간다. 독일의 바다 건너 1859년 하노버 근처의 비체 유전에서 석유가 발견되어 대부분 백악기 하부 및 쥐라기 저수지에서 70개의 유전이 더 발견되어 하루에 총 약 1340m³(8,400배럴)를 생산했다.
천연가스는 1910년 함부르크 근처의 우물에서 우연히 발견되어 독일의 다른 곳에서 체흐슈타인 백운석에서 작은 가스 발견으로 이어졌다. 영국에서 BP는 1938년 Eskdale anticline의 유사한 저수지에서 가스를 발견했으며 1939년에는 노팅엄셔의 Eakring에 있는 석탄기 암석에서 상업용 석유를 발견했다. 이스트 미들랜드의 다른 곳에서 발견된 결과 생산량이 하루 400m³(2,500배럴)로 증가했으며 1953년부터 1961년까지 두 번째 탐사 물결에서 Gainsborough 유전과 10개의 작은 들판이 발견되었다.
네덜란드 최초의 석유 전시회는 1938년 헤이그에서 열린 세계 석유 회의 기간 동안 De Mient에서 시추 시연에서 목격되었다. 후속 탐사는 1943년 네덜란드 왕립 네덜란드/쉘 회사인 Bataafsche Petroleum Maatschappij의 일부인 Exploratie Nederland가 독일 국경 근처의 네덜란드 마을 Schoonebeek에서 석유를 발견하게 했다. NAM은 1948년 Coevorden에서 Zechstein 탄산염에서 네덜란드 최초의 가스를 발견했다. 1952년에는 흐로닝언 지방의 Haren-1에서 최초의 탐사 우물이 있었는데, 이 우물은 북해 남부 가스전의 주요 저수지인 하부 페름기 Rotliegendes 사암을 처음으로 관통했지만 Haren-1에는 물만 포함되어 있었다. Ten Boer 우물은 기술적인 이유로 목표 깊이에 도달하지 못했지만 Zechstein 탄산염의 소규모 가스 생산자로 완성되었다. Slochteren-1은 1959년 Rotliegendes에서 가스를 잘 발견했지만, 흐로닝언 가스전으로 알려지게 된 것의 전체 범위는 1963년까지 평가되지 않았지만 현재 ≈96×10 12입방피트(2,700km3)의 회수 가능한 가스 매장량으로 추정된다. 흐로닝언 서쪽에서 더 작은 발견이 뒤따랐다.

### 1964–현재
영국 대륙붕법은 1964년 5월에 발효되었다. 지진 탐사와 첫 번째 우물은 그해 말에 이어졌다. 그것과 북해 중부의 두 번째 우물은 Rotliegendes가 없었기 때문에 건조했지만 BP의 Sea Gem 장비는 1965년 9월 West Sole Field에서 가스를 강타했다. Sea Gem이 침몰한 이후 축하 행사는 단명했다. 13명의 목숨을 앗아간 후, 굴착 장치의 일부가 발견 우물에서 멀어지면서 무너진 후. 바이킹 가스전은 1965년 12월 코노코/국립 석탄 위원회 우물 49/17-1과 함께 발견되어 해저 2,756m 깊이에서 가스를 함유한 페름기 로틀리겐트 사암을 발견했다. 헬리콥터는 노동자를 수송하는 데 처음 사용되었다. 1966년에는 Leman Bank, Indefatigable 및 Hewett와 같은 더 큰 가스 발견이 뒤따랐지만 1968년까지 기업들은 가스 수출 금지와 유일한 구매자인 British Gas가 제공하는 저렴한 가격으로 인해 영국 부문에 대한 추가 탐사에 대한 관심을 잃었다. 웨스트 솔은 1967년 5월에 상륙했다. 네덜란드 해역에 대한 면허 규정은 1967년까지 확정되지 않았다.
상황은 1969년 12월 필립스 페트롤리엄이 북해 중부의 노르웨이 해역에 있는 에코피스크 (Ekofisk)의 다니엘 시대 분지에서 석유를 발견하면서 바뀌었다. 같은 달, Amoco는 애버딘에서 동쪽으로 약 217km(135마일) 떨어진 몬트로즈 필드를 발견했다. 우물의 원래 목적은 북해 남부 가스 지방이 북쪽으로 확장된다는 아이디어를 테스트하기 위해 가스를 시추하는 것이었다. Amoco는 우물이 석유를 발견했을 때 놀랐다. BP는 1965년 말 2차 면허 라운드에서 이 지역에서 여러 면허를 받았지만 작업을 꺼렸다. 에코피스크 유전의 발견으로 그들은 1970년 5월에 마른 구멍으로 판명된 것을 시추하게 되었고, 1970년 10월에 거대한 포티스 유전이 발견되었다. 이듬해 쉘 엑스프로는 스코틀랜드 셰틀랜드 동쪽 북해 북부에서 거대한 브렌트 유전을 발견했고 페트로노드 그룹은 프리그 가스전을 발견했다. 파이퍼 유전은 1973년에, 스타트피요르드 유전과 니니안 유전은 1974년에 발견되었으며, 니니안 저수지는 "서쪽으로 기울어진 호르스트 블록"의 해저 3000m 깊이에 있는 중기 쥐라기 사암으로 구성되어 있다.
북해와 같은 해양 생산은 1973년 석유 위기로 인해 국제유가가 4배나 되고 1979년 석유 위기가 발생하여 유가가 3배로 상승한 후 더욱 경제적이 되었다. 석유 생산은 1975년 6월 Argyll & Duncan 유전(현재 Ardmore)에서 시작되었고 그해 11월에는 포티스 유전이 뒤를 이었다. 내부 Moray Firth Beatrice Field는 "단층 경계 안티클리널 트랩"에 있는 1829m 깊이의 쥬라기 사암/셰일 저수지로, 1976년 메사 석유 그룹(T. Boone Pickens의 아내 Bea의 이름을 따서 명명됨, "북해에서 여성의 이름을 딴 유일한 유전")이 49m 수심에서 시추한 우물 11/30-1과 함께 발견되었다.
유럽 북해의 변덕스러운 기상 조건으로 인해 시추는 특히 위험하여 많은 생명을 앗아갔다. 조건은 또한 추출비용이 많이 드는 공정으로 만든다. 1980년대까지 프로세스를 효율적이고 안전하게 만들기 위한 새로운 방법과 기술을 개발하는 데 드는 비용은 달에 사람을 착륙시키는 NASA의 예산을 훨씬 초과했다. 북해 탐사는 착취 기술(생산할 수 있는 것의 측면에서)과 나중에 발견 및 평가 기술(2-D 지진, 3-D 및 4-D 지진; 아염 지진; 몰입형 디스플레이 및 분석 제품군과 필요한 계산의 홍수를 처리하기 위한 슈퍼컴퓨팅).
Gullfaks 유전은 1978년에 발견되었다. 스노어 밭은 1979년에 발견되었으며, 트라이아스기 룬데 지층과 트라이아스기-쥬라기 스타트피요르드 지층에서 생산되었으며, 둘 다 이암 매트릭스의 하천 사암이다. Oseberg 유전과 트롤 가스전도 1979년에 발견되었다. 밀러 유전은 1983년에 발견되었다. 알바 필드는 해저 1860m의 에오세 알바 지층 중간에 있는 사암에서 생성되며 1984년 UKCS 블록 16/26에서 발견되었다.  Smørbukk Field는 1984년 단층 블록 내에서 중부에서 중기 쥐라기 사암 지층을 생성하는 250-300m의 물에서 발견되었다. 스뇌비트 가스전과 드라우겐 유전은 1984년에 발견되었다. 하이드룬 유전은 1985년에 발견되었다.
지난 25년 동안 발견 된 가장 큰 영국 유전은 스코틀랜드 외곽에 위치한 버자드 (Buzzard)로, 2001년 6월에 발견된 생산 가능한 매장량은 거의 64×106 m³(4억 bbl)이고 평균 생산량은 28,600 m3에서 30,200 m3 (180,000-220,000 bbl)이다.
지난 5년 동안 노르웨이 북해 지역에서 발견된 가장 큰 유전은 2010년에 발견된 요한 스베르드룹 유전이며, 내년에 같은 유전의 석유가 추가로 발견되었다. 이 분야의 총 매장량은 1억 7천만 ~ 33억 배럴의 총 회수 가능한 석유로 추정되며 Johan Sverdrup은 하루에 120,000-200,000 배럴의 석유를 생산할 것으로 예상된다. 생산은 2019년 10월 5일에 시작되었다. 노르웨이 대륙붕에서 발견된 가장 큰 발견 중 하나이다.
2015년 1월 현재, 북해는 173개의 활성 굴착 장치가 시추된 세계에서 가장 활발한 해양 시추 지역이었다. 2016년 5월까지 북해 석유 및 가스 산업은 유가 하락으로 재정적으로 압박을 받고 정부 지원을 요청했다.
거리, 작업장 수 및 혹독한 날씨로 인해 750,000제곱킬로미터(290,000제곱마일)의 북해 지역은 북해를 위해 특별히 개발된 세계 최대의 중장비 비행 규칙(IFR) 헬리콥터를 운용하고 있다. 그들은 16개의 육상 기지에서 연간 약 2백만 명의 승객을 수송하며, 그 중 애버딘 공항은 연간 500,000 명의 승객으로 세계에서 가장 분주하다.

## 매장량 및 생산량
북해의 석유 매장량은 대부분 영국과 노르웨이가 보유하고 있다. 노르웨이 지역만 해도 북해 석유 매장량의 54%(2019년 기준 85억배럴), 가스 매장량의 45%를 차지하고 있는 것으로 추정된다. 노르웨이와 영국의 공식 소식통에 따르면 북해 석유 매장량의 절반 이상이 추출되었다고 한다. 노르웨이의 경우, 올제데렉토라테는 노르웨이 북해에서만 4,601만 입방미터(290억 배럴에 해당)의 석유를 공급하고 있으며, 이 중 2778만 입방미터(60%)가 2007년 1월 이전에 이미 생산되었다.
영국 소식통들은 다양한 매장량 추정치를 제시하지만, 궁극적인 회복에 대한 가장 낙관적인 "최대" 추정치를 사용하더라도 2010년 말 현재 76%가 회수되었다. 영국의 수치는 북해(육지, 셰틀랜드 서부)에 있지 않은 들판을 포함한다. 2019년 기준으로 영국의 잔존 석유 매장량은 27억배럴 정도로 추정된다.
영국의 석유 생산량은 1999년 1억 3700만톤, 가스 1050억m²였다. 1990년대에 실시된 덴마크의 세뇨생대 전략 탐사는 덴마크 북부 지역, 특히 중앙 그라벤 지역에 석유가 풍부한 매장지를 보여주었다. 네덜란드 북해 지역은 육상 및 해상 가스 탐사와 유정 조성이 이어졌다. 매장량을 추정하는 방법은 다양하며 미래 발견을 예측하는 것이 종종 어렵기 때문에 정확한 수치는 논쟁의 여지가 있다.
1999년 최고조에 달했을 당시 북해산 원유 생산량은 하루 약 95만 m²(600만 배럴)에 달했다. 천연가스 생산량은 2001년에 거의 10조 입방피트(280×109m³)에 달했고, 2018년에는 영국의 생산량이 1조 4천억 입방피트(41×109m³)로 감소했다. 2019년 현재 영국의 석유생산량은 하루 약 111만 8천배럴, 노르웨이의 석유생산량은 하루 173만 1천배럴이다.

## 같이 보기
- 탄소흡수원
- 네덜란드병
- 석유 플랫폼